# Уайъндот (окръг, Канзас)
Окръг Уайъндот (на английски: Wyandotte County) е окръг в щата Канзас, Съединени американски щати. Площта му е 404 km², а населението - 153 956 души. Административен център е град Канзас Сити.